# Borislav Kiossev
Borislav Kiossev est un joueur de volley-ball bulgare né le 3 août 1961 à Baia Novo. Il mesure 2,00 m et jouait réceptionneur-attaquant.

## Clubs
| Club        | Pays     | De        | À         |
| ----------- | -------- | --------- | --------- |
| CSKA Sofia  | Bulgarie | 1979-1980 | 1988-1989 |
| Battipaglia | Italie   | 1989-1990 | 1989-1990 |
| Brescia     | Italie   | 1990-1991 | 1991-1992 |
| Cuneo       | Italie   | 1992-1993 | 1992-1993 |

## Palmarès
Néant.